# Буркхардт, Иоганн Карл
Иоганн Карл Буркхардт (фр. Jean Charles Burchardt, нем. Johann Karl Burckhardt; 30 апреля 1773 — 22 июня 1825) — немецкий астроном и математик, позже натурализовался как французский гражданин и стал именоваться на французский манер Жан Шарль. Он запомнился, в частности, работами по фундаментальной астрономии и своей теорией движения Луны, которая широко использовалась для создания навигационных эфемерид Луны большую часть первой половины 19-го века.

## Биография
Иоганн Карл Буркхардт родился в городе Лейпциге, там же он изучал математику и астрономию. Позднее он стал ассистентом в Готской обсерватории (находится в Тюрингии Германии) под руководством Франца Хавьера фон-Зака (Franz Xaver von Zach).
По рекомендации фон-Зака он перешёл в обсерваторию Военной Школы (École militaire) в Париже, и поступил под руководство Жерома Лаланда. Он получил должность астронома в Бюро долгот и получил сертификат о натурализации в качестве гражданина Франции в 1799 году.
Стал членом Института Франции (в области Наук и в области Искусств) в 1804. После смерти Лаланда в 1807, Буркхардт стал директором обсерватории Военной Школы.

## Научная деятельность
Буркхардт провёл обширные исследования орбит комет, в частности, исследовал комету 1770 года. На этом поприще он приобрёл значительную профессиональную репутацию.
В 1812 г. он опубликовал улучшенную теорию движения Луны («улучшенную» по сравнению с теорией движения Луны, созданной Лапласом). «Таблицы Луны» Букхардта, по-видимому, являются первыми, созданными с использованием Метода наименьших квадратов для «подгонки» коэффициентов в соответствии с данными о наблюдениях Луны (всего ок. 4000 коэффициентов). Комитет Бюро долгот (куда входили Лаплас, Деламбр, Бувар, Араго и Пуассон) пришёл к заключению, что таблицы Буркхадта лучше в сравнении с таковыми от Бюрга. И несколько десятилетий данные таблицы считались самыми точными из имеющихся в наличии. Они официально использовались для расчета эфемерид Луны в Морском Альманахе (Nautical Almanac) с 1821 по 1861 годы (но в части расчета горизонтального параллакса Луны с 1856 г. заменены улучшенными таблицами от Адамса). Таблицы Буркхадта в конце концов были полностью заменены для номеров Морского Альманаха с 1862 и далее новыми расчетами на основе более точной теории движения Луны Ганзена.
В честь Буркхадта назван кратер на Луне Буркхардт.